# Ammobates minutissimus
Ammobates minutissimus is een vliesvleugelig insect uit de familie bijen en hommels (Apidae). De wetenschappelijke naam van de soort is voor het eerst geldig gepubliceerd in 1959 door Mavromoustakis.